# Oświata w Legnicy
Oświata w Legnicy – całokształt działań w historii Legnicy służących kształceniu i wychowaniu.

## Uczelnie
Najwcześniej założoną państwową uczelnią w Legnicy była filia Politechniki Wrocławskiej, która powstała w 1969 r., by kształcić kadry na potrzeby rozwijającego się Zagłębia Miedziowego. Kolejne zakładano w latach późniejszych – były to: Nauczycielskie Kolegium Języków Obcych oraz Collegium Witelona (dawniej Państwowa Wyższa Szkoła Zawodowa im. Witelona w Legnicy). Ponadto od roku 1992 powstało w mieście kilka uczelni prywatnych, m.in. Wyższa Szkoła Menedżerska, Wyższa Szkoła Medyczna, a także Wyższe Seminarium Duchowne.

### Publiczne
- Collegium Witelona Uczelnia Państwowa
- Politechnika Wrocławska, filia w Legnicy

### Niepubliczne
- Wyższa Szkoła Medyczna w Legnicy

### Nieistniejące
- Wyższe Seminarium Duchowne w Legnicy
- Nauczycielskie Kolegium Języków Obcych w Legnicy
- Wyższa Szkoła Menedżerska w Legnicy

## Szkoły ponadpodstawowe[5]

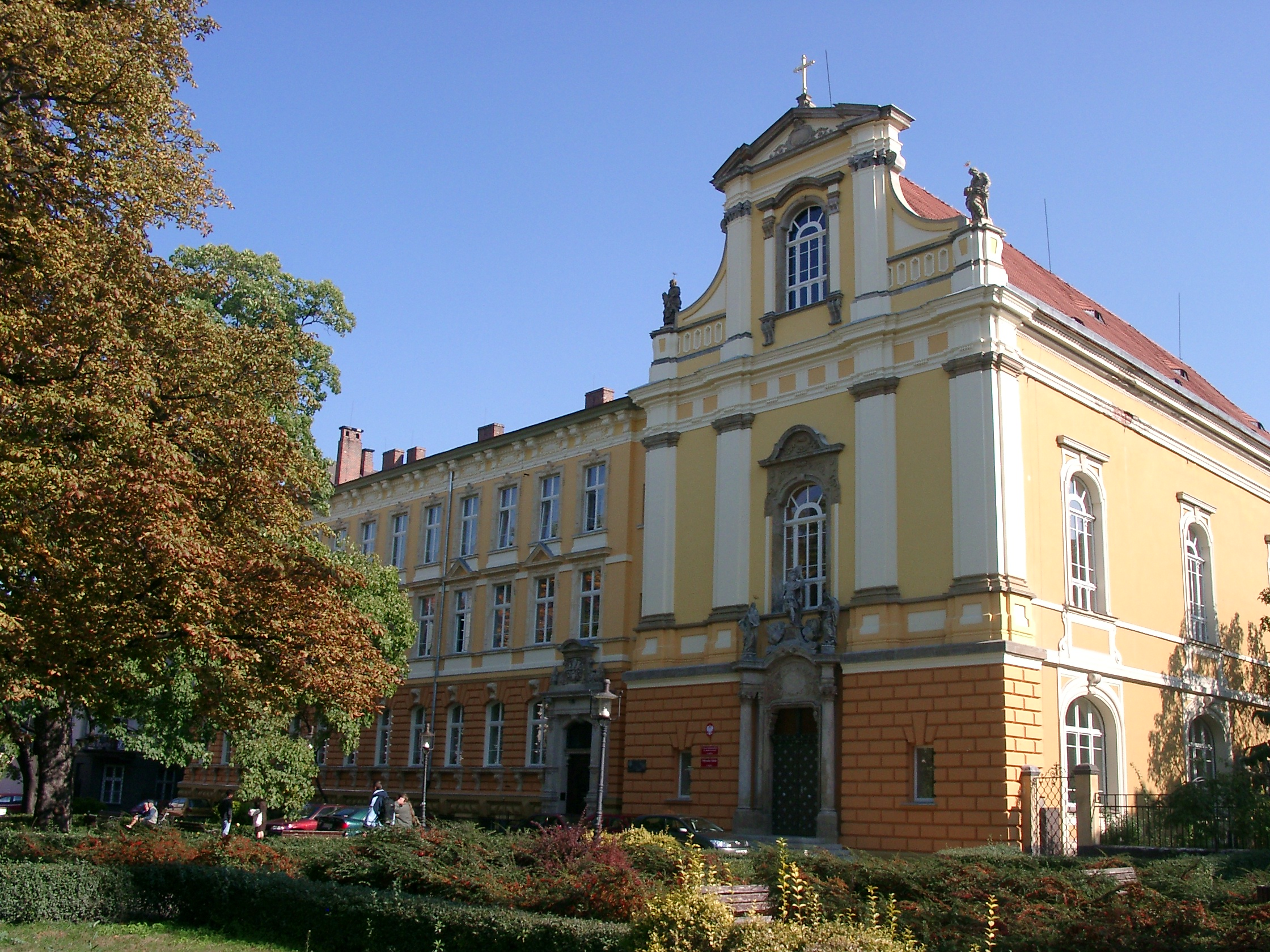
Gmach I Liceum Ogólnokształcącego przy pl. Klasztornym w Legnicy

Pierwszymi ogólnokształcącymi szkołami średnimi w powojennej Legnicy były: I Liceum Ogólnokształcące im. T. Kościuszki, założone w 1945, oraz II Liceum Ogólnokształcące w 1948 roku. Początkowo numer III nosiło liceum z ukraińskim językiem nauczania przeniesione ze Złotoryi w 1960 i połączone z liceum z językiem wykładowym hebrajskim, po usamodzielnieniu i zmianie siedziby w roku 1962 otrzymało jednak numer IV. Sieć publicznych liceów ogólnokształcących uległa rozbudowie dopiero w latach 90., gdy powołano nowe szkoły: III LO przy Zespole Szkół Hutniczych (1990 r.), V LO w dzielnicy Fabryczna (1992 r.), VI LO przy byłej Szkole Podstawowej nr 11 na os. Kopernika (1994 r.), które wraz z Gimnazjum nr 1 tworzyło Zespół Szkół Ogólnokształcących nr 2 i VII LO przy Szkole Podstawowej nr 12 na os. Piekary (1997 r.). Powstało także liceum przy Zespole Szkół Integracyjnych oraz licea niepubliczne (m.n. Katolickie Liceum Ogólnokształcące im. Franciszka z Asyżu prowadzone przez franciszkanów) i prywatne. W 2005 roku, powstało także Akademickie Liceum Ogólnokształcące z inicjatywy Stowarzyszenia „Wspólnota Akademickie” na rzecz Rozwoju Państwowej Wyższej Szkoły Zawodowej w Legnicy. Legnica posiada również szkołę artystyczną, „Szkoła Wizażu i Pielęgnacji Urody Izabeli Maciuszek” jest pierwszą szkołą (rok zał. 2004) uczącą przyszłych wizażystów, charakteryzatorów, stylistów. Bardziej rozbudowana była sieć szkolnictwa zawodowego (szkoły zawodowe i technika). Wszystkie szkoły tego typu zgrupowane były w zespołach, spośród których do dziś działają zespoły szkół: budowlanych, ekonomicznych, elektryczno-mechanicznych, medycznych, przemysłu spożywczego, rolniczych, samochodowych, technicznych i ogólnokształcących (dawniej hutniczych).

### Publiczne
- I Liceum Ogólnokształcące im. Tadeusza Kościuszki w Legnicy, pl. Klasztorny 7
- II Liceum Ogólnokształcące im. Stanisława Wyspiańskiego w Legnicy, ul. Zielona 17
- IV Liceum Ogólnokształcące, ul. Tarasa Szewczenki 10
- V Liceum Ogólnokształcące im. Jana Heweliusza, ul. Senatorska 32
- VI Liceum Ogólnokształcące im. Jana Pawła II (zlikwidowane)
- VII Liceum Ogólnokształcące, ul. Radosna 17
- Liceum Ogólnokształcące w Zespole Szkół Integracyjnych im. Piastów Śląskich, ul. Kazimierza Wierzyńskiego 1
- Centrum Kształcenia Zawodowego i Ustawicznego, ul. Lotnicza 26
- Zespół Szkół Budowlanych im. Wojska Polskiego, ul. Władysława Grabskiego 14
- Zespół Szkół Ekonomicznych im. Stefana Żeromskiego, pl. Słowiański 5
- Zespół Szkół Elektryczno-Mechanicznych, ul. Fryderyka Skarbka 4
- Zespół Szkół Medycznych, ul. Witelona 10 (zlikwidowany)
- Zespół Szkół Przemysłu Spożywczego, ul. Wrocławska 211 (zastąpione przez Centrum Kształcenia Zawodowego i Ustawicznego)[7]
- Zespół Szkół Rolniczych im. Wincentego Witosa, ul. Jaworzyńska 219 (zlikwidowany w 2015 roku)[8]
- Zespół Szkół Samochodowych, ul. Słubicka 7
- Zespół Szkół Technicznych i Ogólnokształcących im. Henryka Pobożnego, ul. Złotoryjska 144
- Zespół Szkół Włókienniczych, ul. Przemysłowa 5 (zlikwidowany)

### Niepubliczne
- Akademickie Liceum Ogólnokształcące, ul. Sejmowa 5C
- Katolickie Liceum Ogólnokształcące im. św. Franciszka z Asyżu (zlikwidowane)
- Technikum TEB Edukacja w Legnicy, ul. Świętego Piotra 4
- Wojskowa Szkoła Średnia im. Zawiszy Czarnego - Liceum Ogólnokształcące i Technikum, ul. Stefana Batorego 9,

## Szkoły podstawowe[9]

### Publiczne
- Szkoła Podstawowa nr 1; ul. Kamienna 20a
- Szkoła Podstawowa nr 2; ul. Głogowska 50
- Szkoła Podstawowa nr 4; ul. Piastowska 3
- Szkoła Podstawowa nr 5 w ZSO Nr 4 im. Bohdana Ihora Antonycza; ul. Tarasa Szewczenki 10
- Szkoła Podstawowa nr 7; ul. Polarna 1
- Szkoła Podstawowa nr 9; ul. Marynarska 31
- Szkoła Podstawowa nr 10; ul. Jaworzyńska 47
- Szkoła Podstawowa nr 12; Zespół Placówek Specjalnych; ul. Rycerska 13
- Szkoła Podstawowa nr 13; Zespół Szkół Ośrodka Szkolno-Wychowawczego; ul. Wojska Polskiego 10
- Szkoła Podstawowa nr 16; ul. Tatrzańska 9
- Szkoła Podstawowa nr 18; ul. Władysława Grabskiego 5
- Szkoła Podstawowa nr 19; al. Rzeczypospolitej 129
- Szkoła Podstawowa nr 20 w Zespole Szkół Integracyjnych ul. Kazimierza Wierzyńskiego 1
- Szkoła Podstawowa Ośrodka Szkolno-Wychowawczego; ul. Piechoty 1

### Niepubliczne
- Prywatna Szkoła Podstawowa, ul. Hutników 3
- Niepubliczna Katolicka Szkoła Podstawowa im. św. Rodziny, ul. Tarasa Szewczenki 1
- Szkoła Podstawowa im. św. Franciszka z Asyżu, ul. Ojców Zbigniewa i Michała 1
- Niepubliczna Szkoła Podstawowa "Dar Losu" w Legnicy, ul. Gliwicka 6
- Szkoła podstawowa Mistrzostwa Sportowego Miedź Legnica, ul. Radosna 17
- EDUCROSS Szkoła Podstawowa dla Dorosłych w Legnicy, ul. Biskupia 3

## Gimnazja (zlikwidowane)

### Publiczne
- Gimnazjum nr 1; ul. Radosna 17
- Gimnazjum nr 2; ul. Mazowiecka 3
- Gimnazjum nr 3; ul. Władysława Grabskiego 14
- Gimnazjum nr 4; ul. Marii Skłodowskiej-Curie 1
- Gimnazjum nr 5; ul. Chojnowska 100
- Gimnazjum nr 6; ul. Przemysłowa 5
- Gimnazjum nr 7; ul. Jaworzyńska 219
- Gimnazjum nr 8; pl. Słowiański 5
- Gimnazjum nr 9; przy Zespole Szkół Integracyjnych im. Piastów Śląskich ul. Kazimierza Wierzyńskiego 1
- Gimnazjum nr 10; ul. Tarasa Szewczenki 10
- Gimnazjum nr 11; ul. Wrocławska 211
- Gimnazjum nr 12; dla dzieci Upośledzonych Umysłowo; ul. Rycerska 13
- Gimnazjum nr 13; przy Pogotowiu Opiekuńczym ul. Wojska Polskiego 10
- Gimnazjum nr 14; Specjalnego Ośrodka Szkolno-Wychowawczego; ul. Rycerska 13
- Gimnazjum Ośrodka Szkolno-Wychowawczego; ul. Piechoty 1

### Niepubliczne
- Gimnazjum im. św. Franciszka z Asyżu; ul. Ojców Zbigniewa i Michała
- Prywatne Gimnazjum; ul. Mazowiecka 3
- Gimnazjum TWP przy I Liceum Ogólnokształcącym; pl. Klasztorny 7